# Premi Bagutta
El Premi Bagutta és un premi literari italià. Es va originar al Bagutta Ristorante, un restaurant de Milà. L'escriptor Ricardo Bacchelli va descobrir el restaurant i aviat va tenir nombrosos amics que sopaven junts i parlaven sobre llibres. L'11 de novembre de 1927 va decidir crear un premi literari i el va batejar en honor del restaurant. Altres directors del premi han estat Emilio Tadini, Mario Soldati i Isabella Bossi Fedrigotti.

## Guanyadors del premi general
- 1927 Giovan Battista Angioletti: Il giorno del giudizio (Ribet)
- 1928 Giovanni Comisso: Gente di mare (Treves)
- 1929 Vincenzo Cardarelli: Il sole a picco (Mondadori)
- 1930 Gino Rocca: Gli ultimi furono i primi (Treves)
- 1931 Giovanni Titta Rosa: Il varco nel muro (Carabba)
- 1932 Leonida Rèpaci: Storia dei fratelli Rupe (Ceschina)
- 1933 Raul Radice: Vita comica di Corinna (Ceschina)
- 1934 Carlo Emilio Gadda: Il castello di Udine (Solaria)
- 1935 Enrico Sacchetti: Vita di artista (Treves)
- 1936 Silvio Negro: Vaticano minore (Hoepli)
- 1937-1946 No atorgat
- 1947 Dario Ortolani: Il sole bianco Garzanti)
- 1948 Pier Antonio Quarantotti Gambini: L'onda dell'incrociatore (Einaudi)
- 1949 Giulio Confalonieri: Prigionia di un artista (Genio)
- 1950 Vitaliano Brancati: Il bell'Antonio (Bompiani)
- 1951 Indro Montanelli: Pantheon minore (Longanesi)
- 1952 Francesco Serantini: L'osteria del gatto parlante (Garzanti)
- 1953 Leonardo Borghese: Primo amore (Garzanti)
- 1954 Giuseppe Marotta: Coraggio, guardiano (Bompiani)
- 1955 Alfonso Gatto: La forza degli occhi Mondadori)
- 1956 Giuseppe Lanza: Rosso sul lago (Cappelli)
- 1957 Pier Angelo Soldini: Sole e bandiere (Ceschina)
- 1958 Lorenzo Montano: A passo d'uomo (Rebellato)
- 1959 Italo Calvino: Racconti (Einaudi)
- 1960 
  - Enrico Emanuelli: Uno di New York (Mondadori)
  - Antonio Barolini, Elegie di Croton, (Feltrinelli) (ex aequo)
- 1961 Giorgio Vigolo: Le notti romane (Bompiani)
- 1962 Giuseppe Dessì: Il dissertore (Feltrinelli)
- 1963 Ottiero Ottieri: La linea gotica (Bompiani)
- 1964 Tommaso Landolfi: Rien va (Vallecchi)
- 1965 Biagio Marin: Il non tempo del mare (Mondadori)
- 1966 Manlio Cancogni: La linea dei Tomori (Mondadori)
- 1967 Primo Levi: Storie naturali (Einaudi)
- 1968 Piero Chiara: Il balordo (Mondadori)
- 1969 Niccolò Tucci: Gli atlantici (Garzanti)
- 1970 Alberto Vigevani: L'invenzione (Vallecchi)
- 1971 Pietro Gadda Conti: La paura (Ceschina)
- 1972 Anna Banti: Je vous écris d'un pays lontain (Mondadori)
- 1973 Sergio Solmi: Meditazione sullo scorpione (Adelphi)
- 1974 Gianni Celati: Le avventure di Guizzardi (Einaudi)
- 1975 Enzo Forcella: Celebrazioni d'un trentennio (Mondadori)
- 1976 Mario Soldati: Lo specchio inclinato (Mondadori)
- 1977 Sandro Penna: Stranezze (Garzanti)
- 1878 Carlo Cassola: L'uomo e il cane (Rizzoli)
- 1979 Mario Rigoni Stern: Storia di Tönle (Einaudi)
- 1980 Giovanni Macchia: L'angelo della notte (Rizzoli)
- 1981 Pietro Citati: Breve vita di Katherine Mansfield (Rizzoli)
- 1982 Vittorio Sereni: Il musicante di Saint-Merry (Einaudi)
- 1983 Giorgio Bassani: In rima e senza (Mondadori)
- 1984 Natalia Ginzburg: La famiglia Manzoni (Einaudi)
- 1985 Francesca Duranti: La casa sul lago della luna (Rizzoli)
- 1986 Leonardo Sciascia: Cronachette (Sellerio)
- 1987 Claudio Magris: Danubio (Garzanti)
- 1988 Luciano Erba: Il tranviere metafisico (Scheiwiller)
- 1989 Luigi Meneghello: Bau-sète! (Rizzoli)
- 1990 Fleur Jaeggy: I beati anni del castigo (Adelphi)
- 1991 Livio Garzanti: La fiera navigante (Garzanti)
- 1992 Giorgio Bocca: Il provinciale (Mondadori)
- 1993 Giovanni Giudici: Poesie 1953-1990 (Garzanti)
- 1994 Alberto Arbasino: Fratelli d'Italia (Adelphi)
- 1995 Daniele Del Giudice: Staccando l'ombra da terra (Einaudi)
- 1996 Raffaello Baldini: Ad nota (Mondadori)
- 1997 Sergio Ferrero: Gli occhi del padre (Mondadori)
- 1998 Giovanni Raboni: Tutte le poesie (1951–1993) (Garzanti)
- 1999 Fabio Carpi: Patchwork (Bollate Boringhieri)
- 2000 
  - Andrea Zanzotto: Le poesie e prose scelte (Mondadori)
  - Mariano Bargellini: Mus utopicus (Gallino)
- 2001 Serena Vitale: La casa di ghiaccio. Venti piccole storie russe (Mondadori)
- 2002
  - Roberto Calasso: La letteratura e gli dei (Adelphi)
  - Giorgio Orelli: Il collo dell'anitra (Garzanti)
- 2003
  - Michele Mari: Tutto il ferro della Tour Eiffel (Einaudi)
  - Edoardo Sanguineti: Il gatto lupesco (Feltrinelli)
  - Eva Cantarella: Itaca (Feltrinelli)
- 2004 Franco Cordero: Le strane regole del sig. B (Garzanti)
- 2005 Rosetta Loy: Nero è l'albero dei ricordi, azzurra l'aria (Einaudi)
- 2006
  - Filippo Tuena: Le variazioni di Reinach (Rizzoli)
  - Eugenio Borgna: L'attesa e la speranza (Feltrinelli)
- 2007 Alessandro Spina: I confini dell'ombra (Morcelliana)
- 2008 Andrej Longo: Dieci (Adelphi)
- 2009 Melania Mazzucco: La lunga attesa dell'angelo (Rizzoli)
- 2010 Corrado Stajano: La città degli untori (Garzanti)

## Guanyadors òpera prima
- 1987 Franca Grisoni: La böba (San Marco dei Giustiniani)
- 1991 Bruno Arpaia: I forastieri (Leonardo)
- 1992
  - Antonio Franchini: Camerati. Quattro novelle su come diventare grandi (Leonardo)
  - Filippo Tuena: Lo sguardo della paura (Leonardo)
- 1994 Laura Bosio: I dimenticati (Feltrinelli)
- 1995 Piero Meldini: L'avvocata delle vertigini (Adelphi)
- 1996
  - Carola Susani: Il libro di Teresa (Giunti)
  - Alessandro Gennari: Le ragioni del sangue (Garzanti)
- 1997 Patrizia Veroli: Millos (LIM)
- 1998 
  - Helena Janeczeck: Lezioni di tenebra (Fazi)
  - Andrea Kerbaker: Fotogrammi (Scheiwiller)
- 1999
  - Tommaso Giartosio: Doppio Ritratto (Fazi)
  - Rosa Matteucci: Lourdes (Adelphi)
- 2000
  - Mariano Bargellini: Mus utopicus (Gallino)
  - Giovanni Chiara: L'agghiaccio (Marsilio)
- 2001
  - Silvia Di Natale: Kuraj (Feltrinelli)
  - Luigi Guarnieri: L'atlante criminale. Vita scriteriata di Cesare Lombroso (Mondadori)
- 2002 Paolo Maccari, Ospiti (Manni)
- 2003 Giuseppe Curonici: L'interruzione del Parsifal dopo il primo atto (Interlinea)
- 2004 Wanda Marasco: L'arciere d'infanzia (Manni)
- 2005 Sandro Lombardi: Gli anni felici. Realtà e memoria nel lavoro dell'attore (Garzanti)
- 2006 Ascanio Celestini: Storie di uno scemo di guerra (Einaudi)
- 2007 Pierluigi Cappello: Assetto di volo (Crocetti)
- 2008 Elena Varvello: L'economia delle cose (Fandango)
- 2009 Guido Rampoldi: La mendicante azzurra (Feltrinelli)
- 2010 Filippo Bologna: Come ho perso la guerra (Fandango)